# Johannes Brüggemann
Johannes Brüggemann (* 1. August 1907 in Leipzig; † 11. Dezember 1982 in Wien) war ein deutscher Tierarzt und Hochschullehrer.

## Leben
Brüggemann studierte Chemie und Veterinärmedizin an der Universität Leipzig und promovierte hier 1932 zum Dr. med. vet. Ab 1933 war er Oberassistent an der Tierärztlichen Hochschule Berlin (ab 1934 Universität Berlin), habilitierte sich 1936, wurde 1937 Dozent und 1942 außerplanmäßiger Professor für das Gebiet „Veterinärphysiologie und physiologische Chemie“ an der Tierärztlichen Fakultät der Universität Berlin. 1948 folgte er einem Ruf auf den Lehrstuhl für Tierernährung an der Universität Kiel. Von 1950 bis 1975 war er Direktor des Instituts für Physiologie/Physiologie und Ernährung der Tiere an der Veterinärmedizinischen Fakultät der Universität München.

## Ehrungen
- 1978: Verdienstkreuz 1. Klasse der Bundesrepublik Deutschland[1]
- mehrere Ehrendoktorate